# Bataille de Khanaqin
Campagne de Mésopotamie,
Première Guerre mondiale
Batailles
Front du Moyen-Orient
- Afrique du Nord
- Caucase
- Perse
- Dardanelles
- Mésopotamie
- Sinaï et Palestine
- Arménie
- Ctésiphon (11-1915)
- Kut-el-Amara (12-1915)
- Romani (8-1916)
- Magdhaba (12-1916)
- Révolte arabe
- Rafa (1-1917)
- Bagdad (3-1917)
- 1re Gaza (3-1917)
- 2e Gaza (4-1917)
- Aqaba (7-1917)
- Beer-Sheva (10-1917)
- 3e Gaza (11-1917)
- Jérusalem (12-1917)
- Megiddo (9-1918)
- Damas (9-1918)
- Alep (10-1918)

Front d'Europe de l’Ouest
Front italien
Front d'Europe de l'Est
Front des Balkans
Front africain
Bataille de l'Atlantique
La bataille de Khanaqin est une bataille de la Première Guerre mondiale survenue dans l'Irak actuel, probablement le 4 juin 1916 (certaines sources affirmant cependant qu'elle a eu lieu le 3 juin 1916). Cette bataille a été le seul engagement russe mené par l'armée russe sur le front mésopotamien pendant la Première Guerre mondiale.

## Bataille
Le commandant de Bagdad, Khalil Pacha, a envoyé le XIIIe corps (en) d'Ali İhsan Bey pour rencontrer et repousser les forces russes de Khanaqin afin de préparer un projet d'invasion de la Perse en route vers l'attaque des positions arrière britanniques. Avant cette bataille, le général Baratov avait déjà tenté de capturer Khanaqin le 7 mai 1916.

## Conséquences
Bien que les ottomans aient remporté la bataille de Khanaqin, le Royaume-Uni a utilisé l'avantage des forces ottomanes distraites pour conquérir Bagdad. Après qu'Ali İhsan Bey ait été rappelé de Khanaqin pour retourner à Bagdad en février 1917 dans une tentative infructueuse de combattre les forces d'invasion britanniques, les russes ont occupé la ville de Khanaqin.